# Сан-Жуан-ду-Эшторил
Сан-Жуан-ду-Эшторил (порт. São João do Estoril) — португальская деревня, входящая в объединённую фрегезию Кашкайш-Эшторил, муниципалитета Кашкайш. Находится в составе крупной городской агломерации Большой Лиссабон, которая входит в Лиссабонский регион. По старому административному делению входила в провинцию Эштремадура.
Сан-Жуан-ду-Эшторил расположена на юге полуострова Лиссабон, в 3,7 км от административного центра округа Кашкайш и в 24 км от Лиссабона.

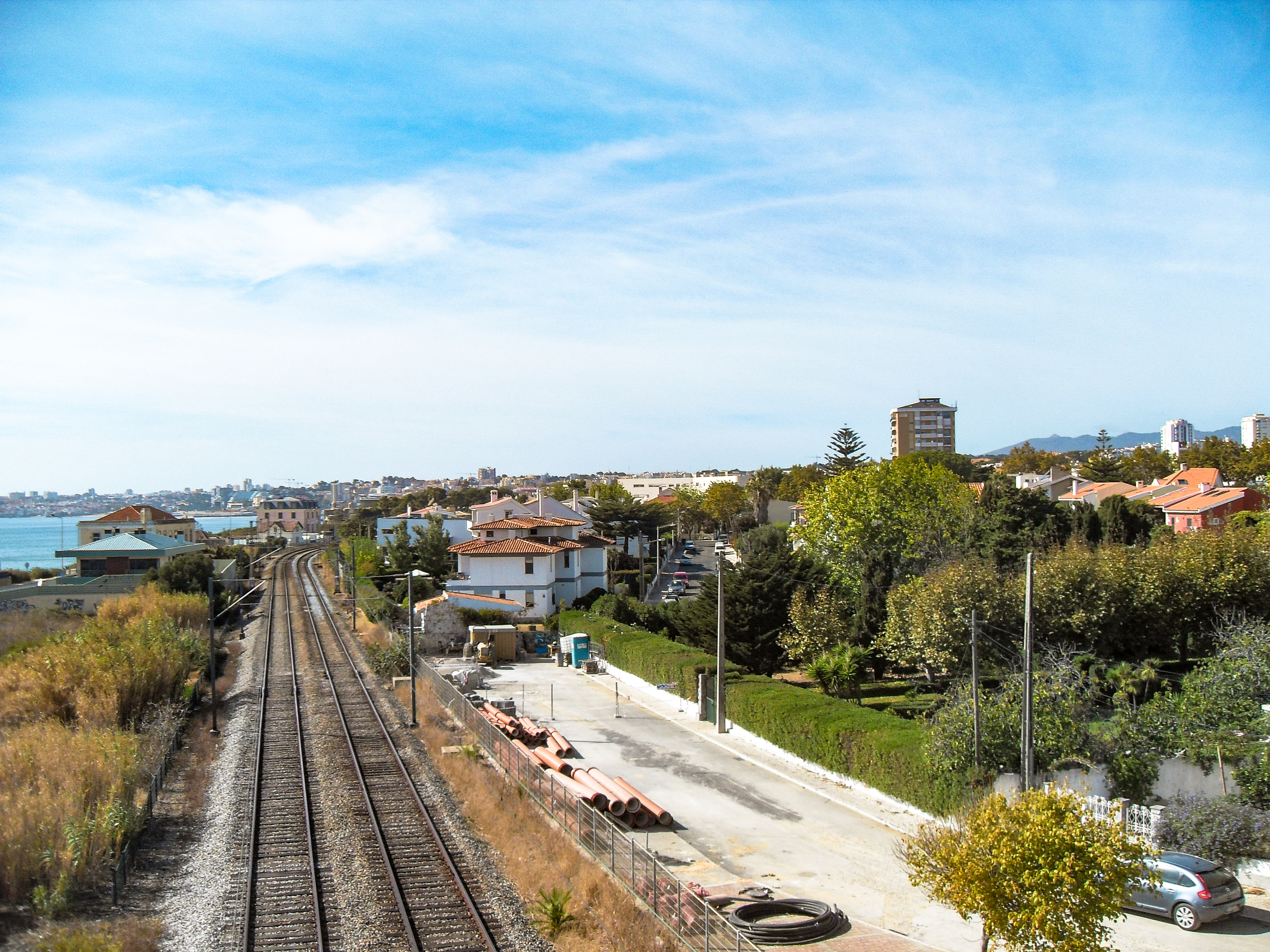
Вид на Сан-Жуан-ду-Эшторил

Деревня расположена на побережье Атлантического океана, которое граничит с ним на юге. Была основана в 1890 году по инициативе нескольких частных лиц в связи со славой купален Поса и появлением железнодорожной линии Кашкайш.
Железнодорожная станция Сан-Жуан-ду-Эшторил была первой, построенной в районе Эшторила, и в настоящее время является важным связующим звеном, находясь территориально между Кашкайшем и Лиссабоном.
В деревне расположена средняя школа, также известная как «Лицей-де-Сан-Жуан», которая описана в книге Мануэля Ароуки «Дочери Кошта-ду-Сол», действие которой происходит в период Революции гвоздик 25 апреля.